# Чеканиха
Чеканиха — село в Усть-Пристанском районе Алтайского края. Административный центр и единственный населённый пункт Чеканихинского сельсовета.

## География
Расположено на правом берегу реки Оби. Абсолютная высота — 148 метров над уровнем моря.

## История
Основано в 1800 году. В 1926 году в деревне Чеканиха имелось 123 хозяйства и проживало 511 человек (259 мужчин и 252 женщины). В национальном составе населения того периода преобладали русские. Действовали школа I ступени и лавка общества потребителей. В административном отношении являлось центром Чеканихинского сельсовета Пристанского района Бийского округа Сибирского края.

## Население
| 1926 | 1997 | 1998 | 1999 | 2000 | 2001 | 2002 | 2003 | 2004 | 2005 | 2006 |
| ---- | ---- | ---- | ---- | ---- | ---- | ---- | ---- | ---- | ---- | ---- |
| 511  | ↘352 | ↘338 | ↘330 | ↘328 | ↘318 | ↘302 | ↗308 | ↗316 | ↗323 | ↘318 |
| 2007 | 2008 | 2009 | 2010 | 2011 | 2012 | 2013 | 2014 | 2015 | 2016 | 2017 |
| ↘296 | ↘292 | ↘268 | ↘219 | →219 | ↘204 | ↘201 | ↘190 | ↘179 | ↘165 | ↘161 |
| 2018 | 2019 | 2020 | 2021 |      |      |      |      |      |      |      |
| ↘156 | ↘148 | ↘145 | ↘141 |      |      |      |      |      |      |      |

Национальный состав
Согласно результатам переписи 2002 года, в национальной структуре населения русские составляли 99 %.